# Quartier de Paris
La notion de quartier prend plusieurs significations à Paris :
- dans le langage courant, un quartier désigne un espace urbain pourvu d'une identité commune sur le plan architectural, social, fonctionnel mais délimité sans précision : le quartier latin, le Marais, le quartier asiatique font partie des quartiers parisiens les plus connus.
- dans le champ administratif, chacun des vingt arrondissements est découpé en quatre quartiers.
- enfin, la mise en place des conseils de quartier s'est basée sur un nouveau découpage de l'espace parisien en 121 quartiers, décrits plus loin.

## Historique des quartiers de Paris

### Période médiévale
Avant l'arrivée des Romains, Lutèce, Paris, était enfermée dans une étendue appelée la Cité ou île du Palais. La ville commence à prendre son essor durant la période gallo-romaine avec l'arrivée d'une grande quantité de citoyens de toutes conditions. Ainsi on commença d'y bâtir à l'extérieur de l'Île de la Cité, en particulier du côté sud. 
Une seconde fois, la ville s’étendit en particulier du côté nord, en raison de l'accroissement de la population lorsque les rois Mérovée, Childéric et Clovis firent de la ville leur résidence. On éleva des églises et des chapelles dont celles de Saint-Clément, qui devint l'église Saint-Marcel et donna naissance au bourg Saint-Marceau, l'église Saint-Gervais, la plus ancienne de la rive droite, la chapelle de Saint-Vincent devenue Saint-Germain-l'Auxerrois, Notre-Dame-des-Bois devenue Sainte-Opportune et celle de Saint-Pierre devenue Saint-Médéric puis l'église Saint-Merri, qui furent les plus considérables.
Vers 954, sous le règne de Lothaire, on divisa Paris en quatre parties, d'où le nom de « quartiers » :
- quartier de la Cité, l'ancien Paris,
- quartier de Sainte-Opportune,
- quartier de la Verrerie,
- quartier de la Grève.

Paris s'étant accru depuis le règne de Lothaire jusque sous les règnes de Louis VII et de Philippe Auguste par une forte extension d'un grand nombre d'habitations situés au Nord de la ville, dans des lieux que l'on appelait : le bourg de Saint-Germain-l'Auxerrois, le bourg Labbé, Beaubourg et le bourg Thiboust et au Sud de la ville par une étendue appelée l'Université. 

En 1190, après l'édification de l'enceinte de Philippe Auguste, le nombre de quartiers passe à huit :
- quartier de la Cité, l'ancien Paris,
- quartier de Sainte-Opportune,
- quartier de la Verrerie,
- quartier de la Grève.
- quartier de Saint-Jacques-de-la-Boucherie,
- quartier de Saint-Germain-l'Auxerrois,
- quartier de Saint-André-des-Arcs,
- quartier de la place Maubert.

À l'intérieur des murailles, se trouvaient une grande quantité de vignes, de marais et de terres labourables dont les emplacements devinrent bientôt des maisons.
Sous les règnes de Charles V et Charles VI on bâtit, du côté Nord, une grande quantité d'habitations au-delà de cette enceinte. Avec l'érection de l'enceinte de Charles V, achevée en 1383 le nombre de quartiers passe à seize, :
- quartier de la Cité, l'ancien Paris,
- quartier de Sainte-Opportune,
- quartier de la Verrerie,
- quartier de la Grève.
- quartier de Saint-Jacques-de-la-Boucherie,
- quartier de Saint-Germain-l'Auxerrois,
- quartier de Saint-André-des-Arcs,
- quartier de la place Maubert.
- quartier Saint-Antoine,
- quartier de Saint-Gervais,
- quartier de Sainte-Avoye,
- quartier de la Porte-Saint-Martin,
- quartier de Saint-Denis,
- quartier des Halles,
- quartier de Saint-Eustache,
- quartier de Saint-Honoré.

Pour faire cesser ces accroissements prodigieux, contraires à la police particulière et à l’intérêt des provinces, Henri II, par un édit du mois de novembre 1549 défendit de bâtir de nouvelles maisons ce qu'Henri III confirma durant son règne.

Jusqu'à la fin du XVIe siècle, Paris est ainsi divisé en seize quartiers, eux-mêmes divisés en « dizaines » :

Les quartiers de Paris servent de circonscription de base pour l'action publique et l'élection aux charges municipales, par opposition aux paroisses et seigneuries autour desquelles s'organise la vie sociale. Dans chaque quartier, un « quartenier » (ou « quartinier ») est chargé des tâches administratives, tandis que la police relève d'un colonel de quartier. L'institution des colonels de quartier sera étendue à l'ensemble des villes françaises par Louis XIV.
Toutefois le quartier de Saint-André-des-Arcs ne cessa de s'accroitre de plus de la moitié, ce qui fit qu'en 1642 on le divisa en deux parties. Cette seconde partie prit le nom de : 
- Quartier de Saint-Germain-des-Prez.

Le nombre de quartiers passe ainsi à dix-sept

### Période moderne
À la suite de la Fronde, les fortifications sont détruites et l'administration royale cherche à limiter l'autonomie parisienne. Cela débouche sur la création de la lieutenance de police (édit du 3 mars 1667), la réforme des quarteniers (l'édit de juillet 1681 en fait des offices seulement honorifiques : les « conseillers et quarteniers de la Ville ») et un nouveau découpage des quartiers (16 selon l'arrêt du Conseil du 12 avril 1680, vingt selon celui du 14 janvier 1702). Toutefois la division en 17 quartier durera jusqu'en 1701.
En 1697, Marc René de Voyer de Paulmy d'Argenson, le nouveau lieutenant général de police, établit les charges de receveurs des deniers destiné au nettoiement des rues et à l'entretien des lanternes publiques, pour représenter au Conseil l’inégalité des 17 quartiers de Paris, la trop grande étendue du quartier de Saint-Germain-des-Prés qui représentait au moins le quart de la surface de la ville, le grand nombre de maisons, de rues, de places publiques, de quais dont Paris s'était accru, (accroissement de la Paris de plus du tiers), depuis le commencement du règne de Louis XIV.

Par un édit du mois de décembre 1701, les quartiers de la place Maubert, de Saint-Germain-des-Prés et de Montmartre plus étendus que les autres furent partagés et en on composa trois nouveaux (Saint-Benoît, du Luxembourg et Saint-Eustache)

Paris a désormais vingt quartiers en 1702 qui furent bornés et limités par une déclaration du roi en date du 12 décembre 1702 et par un arrêt du Conseil d'État du 14 février de la même année
- quartier de la Cité (1re),

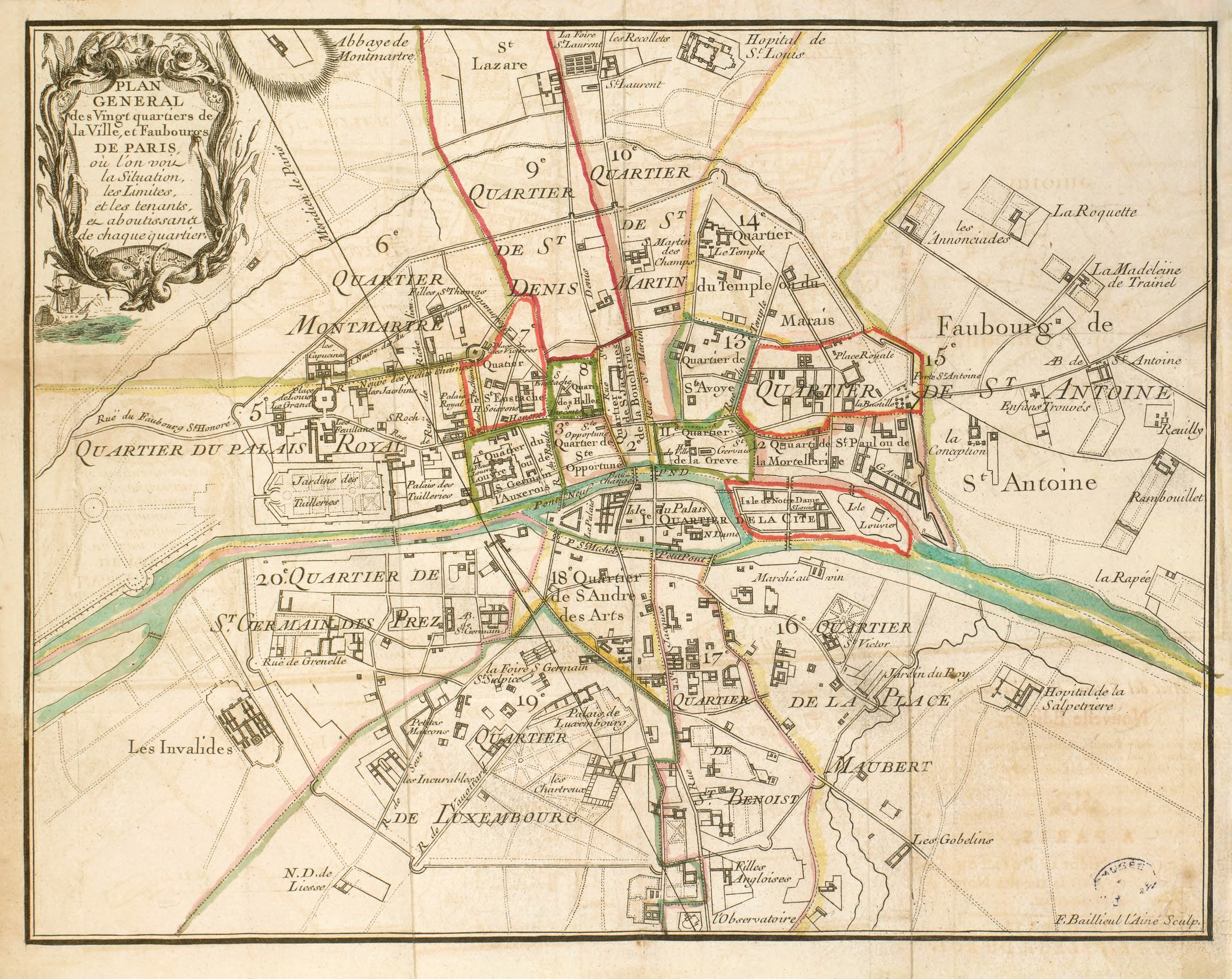
Plan général des vingt quartiers de la ville et faubourgs de Paris, par Jean-Baptiste Scotin (1678-?)

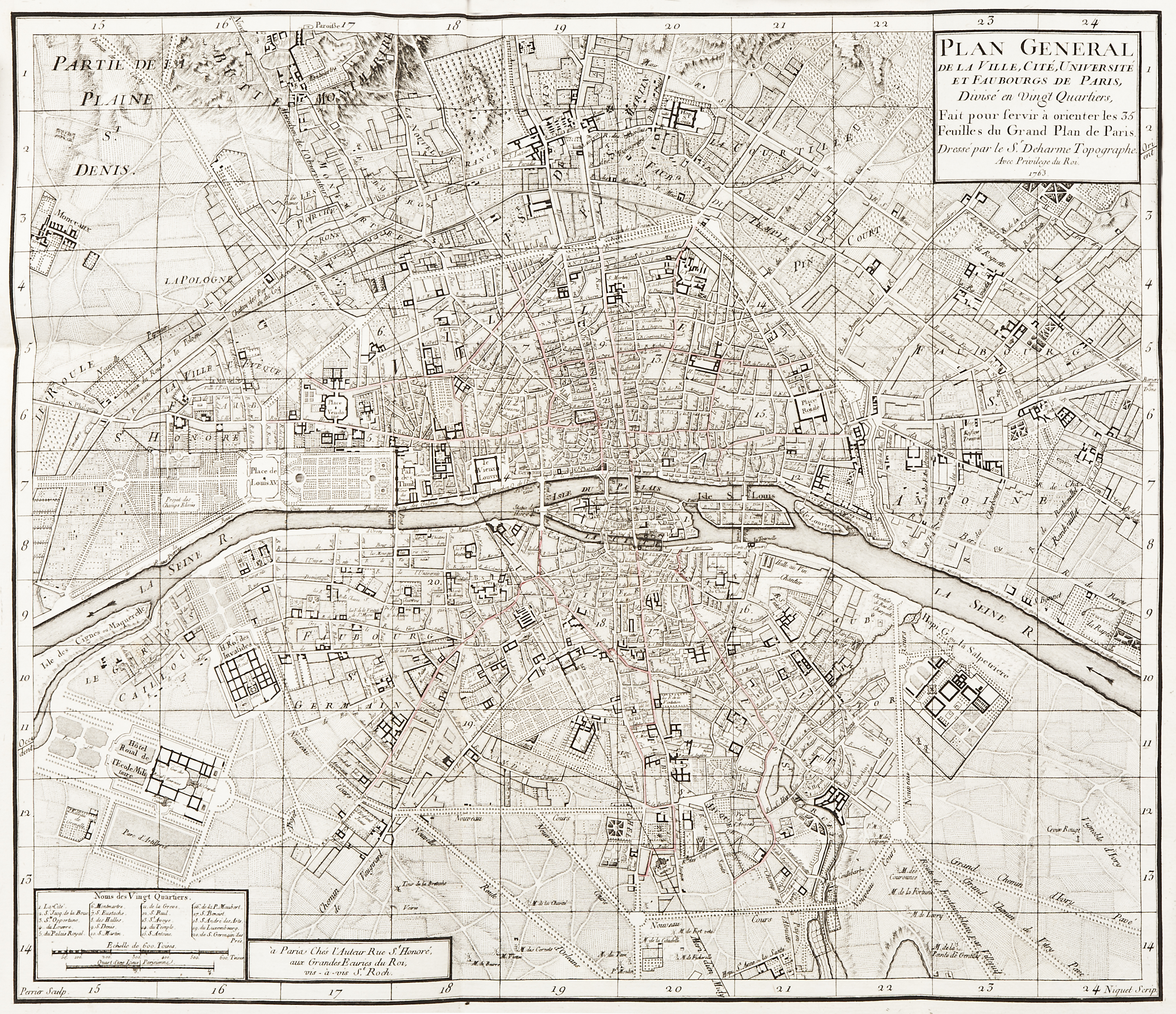
Plan général de la Ville, Cité, Université et Faubourgs de Paris, divisé en vingt quartiers, par Deharme, 1763

- quartier de Saint-Jacques-de-la-Boucherie (2e),
- quartier de Sainte-Opportune (3e),
- quartier du Louvre (4e) également appelé quartier de Saint-Germain de l'Auxerrois,
- quartier du Palais-Royal (5e),
- quartier de Montmartre (6e),
- quartier de Saint-Eustache (7e),
- quartier des Halles (8e),
- quartier de Saint-Denis (9e),
- quartier de Saint-Martin (10e),
- quartier de la Grève (11e),
- quartier de Saint-Paul (12e) également appelé quartier de la Mortellerie,
- quartier de Sainte-Avoye (13e) également appelé quartier de la Verrerie,
- quartier du Temple (14e) également appelé quartier du Marais,
- quartier du Faubourg de Saint-Antoine (15e),
- quartier de la place Maubert (16e),
- quartier Saint-Benoît (17e),
- quartier de Saint-André-des-Arcs (18e),
- quartier du Luxembourg (19e),
- quartier de Saint-Germain-des-Prés (20e).

Ces quartiers sont sous la surveillance des commissaires obéissant au lieutenant général de police, qui ont sous leurs ordres deux inspecteurs dans chaque quartier (à partir de 1708).
Les quartiers servent aussi à la perception de certains impôts (capitation, dixième, etc.).
Les 20 quartiers de Paris (1702-1789) sont décrits, avec un plan pour chacun, par Renou de Chauvigné dit Jaillot dans les cinq volumes des Recherches critiques, historiques et topographiques sur la ville de Paris, publiées à Paris en 1775.

### Révolution Française
À la suite d'une ordonnance de Necker d'avril 1789, la ville est découpée en 16 quartiers et 60 districts pour les élections des délégués aux États généraux, chaque quartier est divisé en 3 ou 4 districts ; chaque district forme dans l'année un bataillon de la garde nationale.
Le 21 mai 1790 ce nombre est réduit à 48 sections.

### De 1795 à 1859
En 1795, les 48 sections révolutionnaires deviennent officiellement 48 quartiers, soit quatre par arrondissement.

### Depuis 1860
L'annexion des communes limitrophes le 1er janvier 1860 crée huit nouveaux arrondissements, donc 32 nouveaux quartiers, portant à 80 le nombre total des quartiers parisiens. Certains des quartiers créés prennent d'ailleurs le nom des communes annexées.

## Quartiers administratifs aujourd'hui
Les 80 quartiers administratifs constituent le niveau le plus fin de l'administration publique à Paris. Chacun contient un poste de police. 

## Conseils de quartier
Les conseils de quartier regroupent des habitants de Paris désireux de s'informer ou de formuler des propositions relatives à la vie du quartier. Ils sont rattachés à la mairie d'arrondissement. Les quartiers représentés par ces conseils ne correspondent pas nécessairement aux limites des quartiers administratifs. 
C'est ainsi que Paris est divisé en 124 quartiers. Ce sont en principe les mairies d'arrondissement qui déterminent à leur convenance le nombre des conseils de quartier au sein de leur circonscription. 
Il s'avère cependant dans les faits que ce nombre dépend en grande partie de l'importance de la population : ainsi le 2e arrondissement ne comprend que trois conseils de quartier, alors que le 15e en compte dix. Contre-exemple : les 1er (le moins peuplé de Paris), 4e, 5e et 7e arrondissements ont maintenu les limites des quartiers administratifs pour l'établissement de leurs conseils de quartier, quatre conseils de quartier cohabitent donc dans chacun d'eux.

## Source
- Robert Descimon et Jean Nagle, « Les quartiers de Paris du Moyen Âge au XVIIIe siècle, évolution d'un espace plurifonctionnel », Annales, Économies, Sociétés, Civilisations, vol. 34, no 5,‎ 1979, p. 956-983 (DOI 10.3406/ahess.1979.294103)